# Maze Bakunetsu Jikuu
Maze Bakunetsu Jikuu (яп. MAZE☆爆熱時空) — серия лайт-новел японского новеллиста Сатору Акахори, издававшаяся с 1993 по 1998 год издательством Kadokawa Shoten. По сюжету произведения были выпущены манга (1995—1999), OVA (1996), аниме-сериал (1997) и короткометражный фильм (1998).

## Сюжет
Однажды утром девушка Мэйз, проснувшись в своей комнате, обнаруживает ужасный беспорядок, ничего не может о себе вспомнить кроме имени, да и находится в каком-то странном лесу. Не дав ей опомниться, на Мэйз с благодарностями за спасение кидается девушка по имени Милл. Оказывается, домик Мэйз случайно убил её преследователей, свалившись им на головы изниоткуда. Позже выясняется что Милл — принцесса, за которой гонится куча преследователей, пытаясь лишить её трона. Спасаясь от них, Мэйз открывает в себе удивительные способности. Путешествуя по стране, Мэйз защищает Милл и пытается понять, что же происходит в этом мире. Ситуация осложняется тем, что каждую ночь главная героиня превращается в парня.

## Персонажи
Мэйз (яп. メイズ Мэидзу) — главная героиня и главный герой в одном теле, всё зависит от времени суток. Мэйз-девушка — симпатичная, скромная, миролюбивая, отрицающая насилие, хотя довольно вспыльчивая. Сначала пытается решить все проблемы миром и давит на совесть противнику, с трудом контролирует собственную силу из-за нежелания её использовать. Мэйз-парень — симпатичный, но, в противовес своей «дневной половине», хамоватый, громкий, сразу грубит даже за косой взгляд. Чуть что, лезет в драку, однако, как и Мэйз-девушка, беспокоится о Милл и защищает её, к тому же, в отличие от Мэйз-девушки, он может использовать свою силу на полную. А ещё он бегает за каждой юбкой, появившейся в его поле зрения.
Милл Варна (яп. ミル・ヴァルナ Миру Баруна) — принцесса Бартонии, которую пытаются свергнуть. Совсем ещё ребёнок, которому не знакомы настоящая жизнь и её сложности, может вызывать на помощь робота королевской семьи, которым управляет вместе с Мэйз. Зовет Мэйз «старшая Сестра-Брат», очень привязана к женской половине и влюблена в мужскую.
Солюд Сфорца (яп. ソリュード・スフォルツァ Сорю:до Суфоруцуа) — женщина-наёмник, красавица, одна из полуохотников, то есть уничтожителей полуброневых роботов. Сильный, быстрый и умелый боец, владеющий мастерством телепортации. А ещё она без ума от Мэйз-девушки и постоянно ругается с её мужской половиной.
Астеротт Леве (Астер) (яп. アスタロート・レゲェ（アスター） Асутаро:то Рэбэ (Асута:)) — наёмник, мечник и напарник Солюд, огромный атлетически сложенный человек с достаточно ленивым характером. Способен разрубить своим мечом несколько полуброневых пополам. Ему тоже нравится Мэйз-девушка, но спустя какое-то время он, в отличие от Солюд, оставляет свои попытки добиться её внимания.
Салис Рейпия (яп. サリス・レイピア Сарису Рэйпиа) — солдат Его королевского величества. Воспитывалась отцом как сын, и теперь не желает признавать себя женщиной и что всё женственное ей не чуждо. Выполняет последнюю волю короля и защищает принцессу Милл. Имеет своего собственного полуброневого. Ей весьма симпатична «ночная половина» Мэйз.
Дорнад Ур (яп. ドルナード・ウル Доруна:до Уру) — умудрённый жизненным опытом старец, давно знакомый с Рапир и являющийся старым другом короля. Очень хорош в изобретении разнообразных бомб.
Рэнди (яп. ランディ Ранди) — маленькая фея, путешествующая с Мэйз и ждущая «взрослого дня», когда все феи превращаются в девушек и ищут себе пару. Влюбляется в Мэйз-парня.